# Билет за отвъдното
„Билет за отвъдното“ (на английски: A Walk Among the Tombstones) е щатски нео-ноар екшън трилър от 2014 г., написан и режисиран от Скот Франк, и е базиран на едноименния роман през 1992 г., написан от Лорънс Блок. Във филма участват Лиъм Нийсън, Дан Стивънс, Дейвид Харбър и Бойд Голбрук. Филмът е пуснат на 19 септември 2014 г. и получава смесени отзиви от критиците и печели 62 млн. щ.д. световен мащаб.

## Актьорски състав
| Актьор               | Роля            |
| -------------------- | --------------- |
| Лиъм Нийсън          | Матю Скъдър     |
| Дан Стивънс          | Кени Кристо     |
| Бойд Холбрук         | Питър Кристо    |
| Олафур Дари Оулафсон | Джонас Луган    |
| Браян „Астро“ Брадли | Ти Джей         |
| Марк Консуелос       | Реубен Куинтана |
| Дейвид Харбър        | Рей             |
| Адам Дейвид Томпсън  | Албърт          |
| Себастиан Роше       | Юри Ландау      |

## В България
В България филмът е пуснат по кината на 24 октомври 2014 г. от „Александра Филмс“.